# Haddad
Haddad (Aramees: ܚܕܕ or ܚܕܐܕ, Arabisch: حداد, Hebreeuws: חדד) is een Arabische en Joodse beroepsnaam voor een smid. Opmerkelijke mensen met de achternaam zijn onder meer:
- Aaron Haddad, 1981,  Amerikaans voormalig worstelaar
- Amir Haddad, 1984, Frans zanger
- Amir John Haddad, 1975, Duitse flamencogitarist en multi-instrumentalist
- Beatriz Haddad Maia, 1996, tennisspeelster uit Brazilië
- Christophe Haddad, 1978, Belgische acteur van Libanese afkomst
- Diana Haddad, 1984, Libanees zangeres en mediapersoonlijkheid
- Haitham al-Haddad, Brits omstreden moslim- en shariageleerde
- Ibrahim Haddad, 1938, Syrisch politicus en wetenschapper
- Ilias Haddad, 1989, Nederlands-Marokkaans voetballer
- Ismail El Haddad, 1990, Marokkaanse voetballer
- Soraya Haddad, 1984, Algerijns judoka
- Wadi Haddad, 1927–1978, Palestijns terrorist